# جان باکرو (بازیکن فوتبال، زاده ۱۹۹۶)
جان باکرو (انگلیسی: Jon Bakero؛ زادهٔ ۵ نوامبر ۱۹۹۶) بازیکن فوتبال اهل اسپانیا است.
از باشگاه‌هایی که در آن بازی کرده‌است می‌توان به باشگاه فوتبال فینیکس رایزینگ و باشگاه فوتبال تورنتو اشاره کرد.